# Iridogorgia fontinalis
Iridogorgia fontinalis är en korallart som beskrevs av Watling 2007. Iridogorgia fontinalis ingår i släktet Iridogorgia och familjen Chrysogorgiidae. Inga underarter finns listade i Catalogue of Life.